# Аристид Дамянов
Аристид Дамянов е български просветен деец от късното Българско възраждане в Македония.

## Биография
Аристид Дамянов е роден в 1873 година в костурското село Черешница, тогава в Османската империя, днес Поликерасос, Гърция. Завършва основно образование в българското училище в Черешница и ІV клас в Битолската българска прогимназия. В 1896 година завършва с единадесетия випуск Солунската българска мъжка гимназия. Започва работа при роднини в Цариград, но скоро е назначен за главен учител е в основното и трикласно българско училище в Костур, където взима участие и в освободителното движение. През лятото на 1903 година учителства в Олища.
През 1901 година се жени за учителката и революционерка Елена Дамянова от Загоричани.
След Илинденско-Преображенското въстание и затварянето на българското училище в града е принуден да емигрира в България, където работи като чиновник, а по-късно като търговец на дребно. При избухването на Балканската война е доброволец в Македоно-одринското опълчение и служи в Нестроевата рота на Първа дебърска дружина, носител на орден „За храброст“ IV степен.
Участва в работата на Илинденската организация. Умира на 18 октомври 1941 година в санаториума на д-р Крайселски край София.
В некролога за смъртта му Кирил Христов Совичанов пише:
| „ | Винаги смирен - децата го прекоросваха „калугер“ - той запази своята кротост, своите нежни отношения, своята блага усмивка, своите спокойни разсъждения и през най-бурните събития, които се бяха случили през неговия бурно иначе прекаран живот... | “ |

Дъщеря му Фанка се жени за Константин Хр. Гугушев от Кукуш през 1925 година.